# Otto Volger
Otto Georg Heinrich Volger, född 30 januari 1822 i Lüneburg, Kungariket Hannover, död 18 oktober 1897 i Sulzbach (Taunus), Hessen-Nassau, var en tysk geolog och mineralog. Han var son till Wilhelm Friedrich Volger.
Volger blev 1851 professor i naturalhistoria vid kantonskolan i Zürich och var samtidigt privatdocent vid universitetet. Åren 1856–1860 arbetade han vid den geologiska avdelningen av Johann Christian Senckenbergs museum i Frankfurt am Main. Han grundlade 1859 föreningen Freie Deutsche Hochstift für Wissenschaften, Künste und allgemeine Bildung; denna förening inköpte och restaurerade Johann Wolfgang von Goethes födelsehem i Frankfurt am Main, Goethe-Haus. Volger utövade ett tämligen omfattande författarskap i geologi och mineralogi, delvis populära arbeten.